# Дерменцево
Дерменцево — деревня в Волоколамском районе Московской области России. Входит в состав сельского поселения Осташёвское. Население — 12 чел. (2010).

## География
Деревня Дерменцево расположена на западе Московской области, в юго-западной части Волоколамского района, примерно в 18 км к югу от города Волоколамска, на правом берегу реки Рузы (Рузское водохранилище), при впадении в неё небольшой речки Соколовки.
Связана автобусным сообщением с районным центром и селом Карачарово. Ближайшие населённые пункты — деревни Соколово, Терехово и Титово.

## Название
Впервые упоминается в 1852 году как село Дерменцово. В списке населённых мест 1862 года значится как село Успенское (Дерменцово, Соколово). Название Успенское происходит от церкви Успения Богородицы. В более поздних источниках упоминается как Дерменцево.

## Население
| 1852 | 1859 | 1926 | 2002 | 2006 | 2010 |
| ---- | ---- | ---- | ---- | ---- | ---- |
| 100  | ↗104 | ↗111 | ↘13  | ↘2   | ↗12  |

## История
В конце XVIII века в Дерменцеве была построена деревянная церковь Успения Пресвятой Богородицы, к которой в 1878 году пристроили трапезную с двумя приделами. В конце 30-х годов XX века была закрыта и позже разрушена.
В «Списке населённых мест» 1862 года Успенское (Дерменцово, Соколово) — владельческое село 2-го стана Можайского уезда Московской губернии по правую сторону Волоколамского тракта из города Можайска, в 40 верстах от уездного города, при речке Колотовке, с 11 дворами, православной церковью и 104 жителями (49 мужчин, 55 женщина).
По данным 1913 года был 21 двор и земское училище, село входило в состав Осташёвской волости Можайского уезда.
1917—1929 гг. — деревня Осташёвской волости Волоколамского уезда.
По материалам Всесоюзной переписи 1926 года — центр Дерменцевского сельсовета Осташёвской волости Волоколамского уезда, проживало 111 жителей (44 мужчины, 67 женщин), насчитывалось 22хозяйства, среди которых 19 крестьянских, имелась школа.
С 1929 года — населённый пункт в составе Волоколамского района Московского округа Московской области. Постановлением ЦИК и СНК от 23 июля 1930 года округа как административно-территориальные единицы были ликвидированы.
1939—1957 гг. — деревня Осташёвского района.
1963—1965 гг. — деревня Волоколамского укрупнённого сельского района.
1994—2006 гг. — деревня Осташёвского сельского округа Волоколамского района.
С 2006 года — деревня сельского поселения Осташёвское Волоколамского муниципального района Московской области.